# Robert Fisher
Robert Fisher (New York, 1943 – 26 settembre 2008) è stato uno scrittore statunitense.
Il suo libro più famoso è Il cavaliere nell'armatura arrugginita, edito nel 1989.